# Boiro
Boiro és un municipi de la província de la Corunya a Galícia. Pertany a la comarca d'A Barbanza.
| 8.953 | 10.505 | 12.570 | 17.288 | 18.302 |
| Fonts: INE i IGE (Els criteris de registre censal variaren i les dades de l'INE i de l'IGE poden no coincidir.) |        |        |        |        |

## Parròquies
- Abanqueiro
- Bealo
- Boiro
- Castro
- Cespón
- Cures
- Lampón
- Macenda

## Personatges il·lustres
- Ramón Sampedro va morir a Boiro.
- Antonio Seoane Sánchez, lluitador antifranquista.